# مقاطعة يونيون (كارولاينا الجنوبية)
مقاطعة يونيون (بالإنجليزية: Union County, South Carolina)‏ هي إحدى مقاطعات ولاية كارولاينا الجنوبية في الولايات المتحدة. تأسست سنة 1798، بلغ عدد سكانها 28679 نسمة في عام 2010 حسب إحصاء مكتب تعداد الولايات المتحدة وتصل الكثافة السكانية فيها 21.8 نسمة/كم2.

## أعلام
- جون ويليام بيرسون
- ماري رايس فيلبس
- جيمس روجرز

## وصلات خارجية
- United States Counties